# Obrabiarka sterowana numerycznie
Obrabiarka sterowana numerycznie (skrót NC z ang. Numerical Control) – obrabiarka, która przetwarza dyskretne wartości wejściowe w postaci binarnej i impulsowej na odpowiednie ruchy robocze.
Charakterystycznymi cechami takich obrabiarek są:
- nośnik danych, czyli urządzenie wejściowe z informacjami sterującymi w postaci kart, taśm, dyskietek itp.,
- przetwornik danych, przetwarzający informacje zawarte na nośniku na sygnały sterujące napędami,
- osobne napędy każdej osi przesuwu i wrzeciona,
- sprzężenie zwrotne danych pomiarowych i kontrolnych, czyli wyniki pomiarów przemieszczeń zwracane są do przetwornika umożliwiając korekcję położenia względem osi współrzędnych „x”, „y” i „z”.

Pierwsze obrabiarki o sterowaniu numerycznym powstały na przełomie lat 40. i 50. XX wieku. Obecnie najczęściej spotyka się obrabiarki sterowane komputerowo CNC (skrót CNC z ang. Computerized Numerical Control ), których kody sterujące najczęściej generuje się za pomocą programów graficznych 3D.

## Cyfrowe systemy tnące CNC i wycinarki płaskie
Cyfrowe systemy tnące CNC, w tym wycinarki płaskie i cyfrowe maszyny tnące, są wykorzystywane w wielu branżach, takich jak przemysł graficzny, reklama, technologia pakowania i obróbka tekstyliów. Maszyny te są przeznaczone do precyzyjnego cięcia materiałów takich jak karton, winyl, akryl, pianka czy tekstylia.
Nowoczesne systemy obsługują różne techniki cięcia. Cięcie proste z nożami wleczonymi jest odpowiednie dla płaskich materiałów, podczas gdy cięcia w kształcie litery V umożliwiają bigowanie i składanie pod kątem, które są zwykle stosowane w sektorze opakowań i wyświetlaczy. Cięcie materiału z rolki umożliwia ciągłe przetwarzanie materiałów w kształcie wstęgi, takich jak tekstylia i folie.
Narzędzia bigujące tworzą linie zagięcia dla opakowań, podczas gdy narzędzia perforujące tworzą linie rozdarcia dla etykiet i biletów. Inne funkcje obejmują znakowanie za pomocą szpilek, wykrawanie i nacinanie niestandardowych kształtów, frezowanie twardych materiałów, takich jak tworzywa sztuczne i kompozyty, cięcie oscylacyjne grubych lub sztywnych materiałów oraz cięcie obrotowe miękkich, włóknistych materiałów, takich jak tekstylia i tkaniny techniczne